# Schlauch

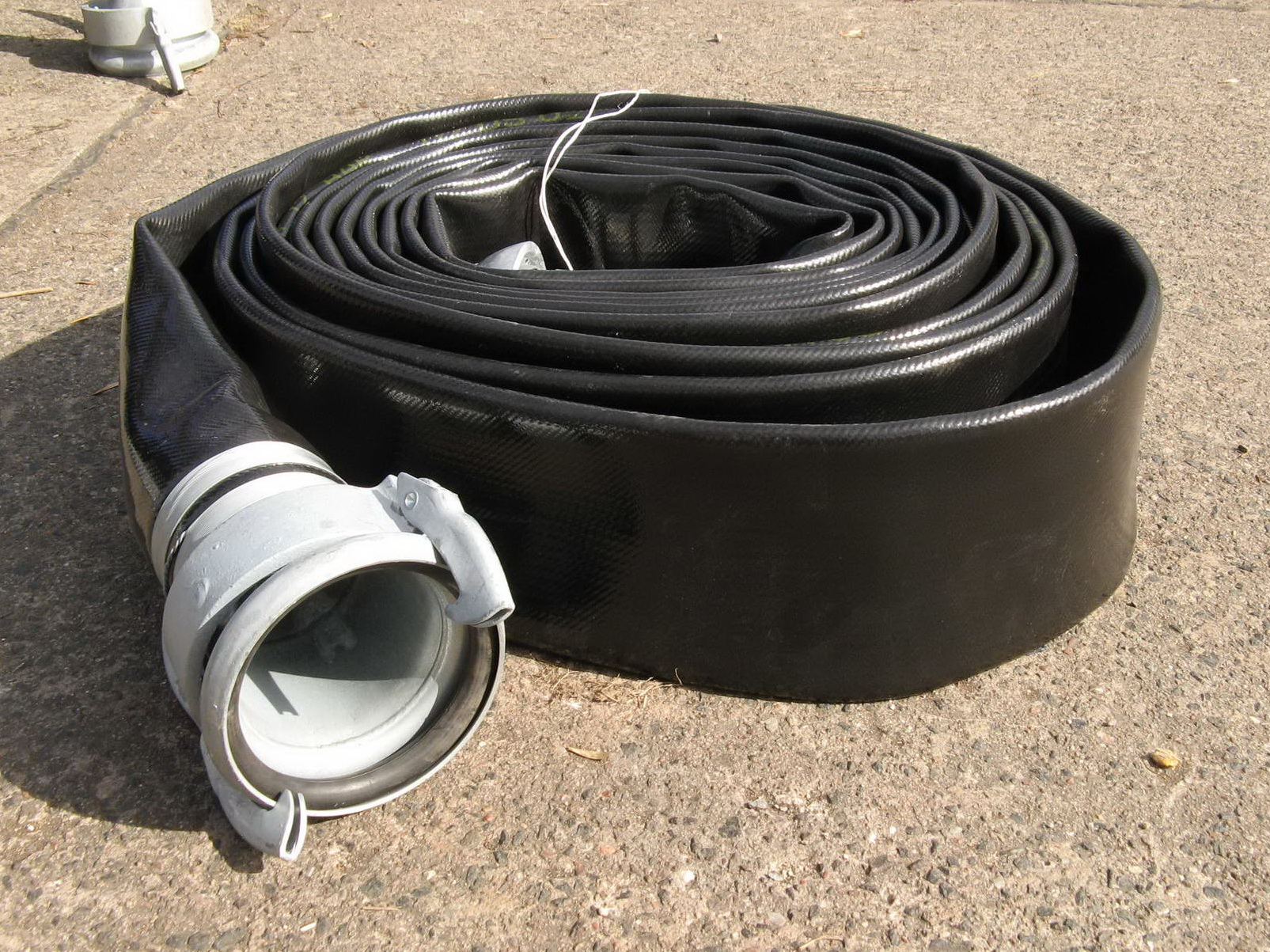
Druckschlauch für eine Schmutzwasserpumpe des THW

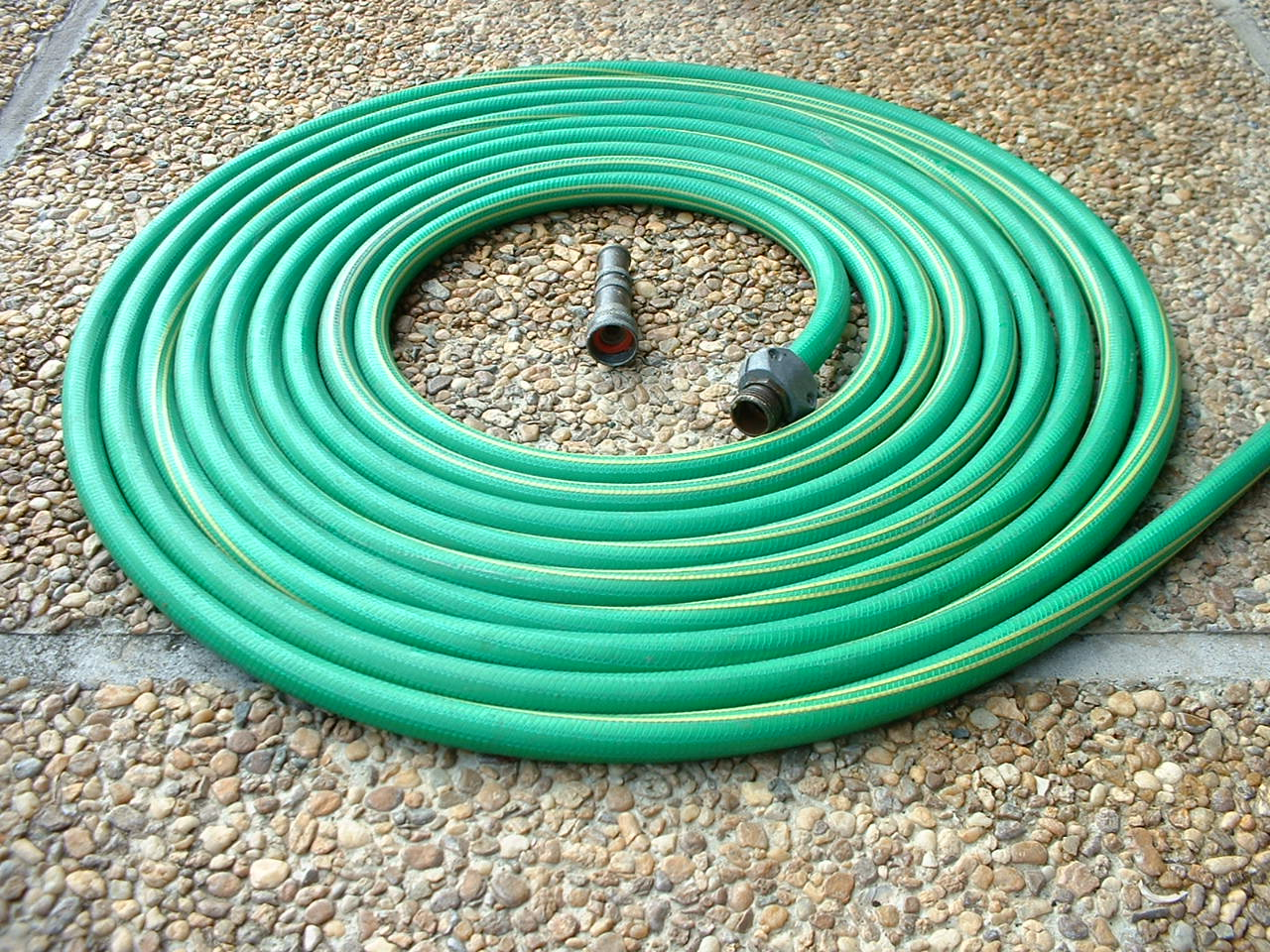
Gartenschlauch

PE-Kunststoffrohr mit Schraubkupplung; ist deutlich weniger elastisch als ein Schlauch, könnte aber frei verlegt als Schlauchleitung bezeichnet werden

Ein Schlauch ist ein flexibler länglicher Hohlkörper mit zumeist rundem Querschnitt im Unterschied zum unflexiblen Rohr.
Da alle Rohre ebenfalls eine gewisse Flexibilität besitzen, ist der Übergang oft fließend. Gewellter Metallschlauch wird auch als Wellrohr bezeichnet.
Der Begriff Schlauchleitung bezeichnet einen Schlauch, der für einen dauerhaften Einsatz installiert wurde.
Die innerste, abdichtende Schicht eines Schlauchs wird als Seele bezeichnet. Die äußerste Schicht heißt Decke. Dazwischen befindet sich häufig eine Einlage aus Gewebe oder gewickelten Fasern bzw. Draht, welche die Formstabilität und Druckfestigkeit des Schlauchs erhöht. Ähnlich wie Well- und Leerrohr werden Saugschläuche häufig mit einer Spirale aus Kunststoff oder Stahldraht ausgestattet, um die Querschnittsstabilität zu erhöhen.

Schläuche dienen in vielen Fällen als Schlauchleitungen zum Transport von Stoffen. Etwa dann, wenn feste Rohrleitungen zu schwer oder zu aufwändig zu montieren und wenn Anschluss- oder Auslassstellen beweglich sind. 

## Varianten
Topologisch gesehen sind gerade Schläuche Hohlzylinder, Luftschläuche in Fahrzeugreifen sind aus dieser Sicht Tori. Zylindrische Schläuche haben zwei Enden und können temporär aufgewickelt oder dauerhaft zu einer Schraubenwendel (vulgo Spiralschlauch (1)) geformt werden, um längenelastisch zu funktionieren. Torusförmige Schläuche können zu einer 8 (so schulterten frühe Radrennfahrer ihren Ersatz-Schlauchreifen mit beiden Oberarmen) oder einem 3-fach Ring verschlungen werden.

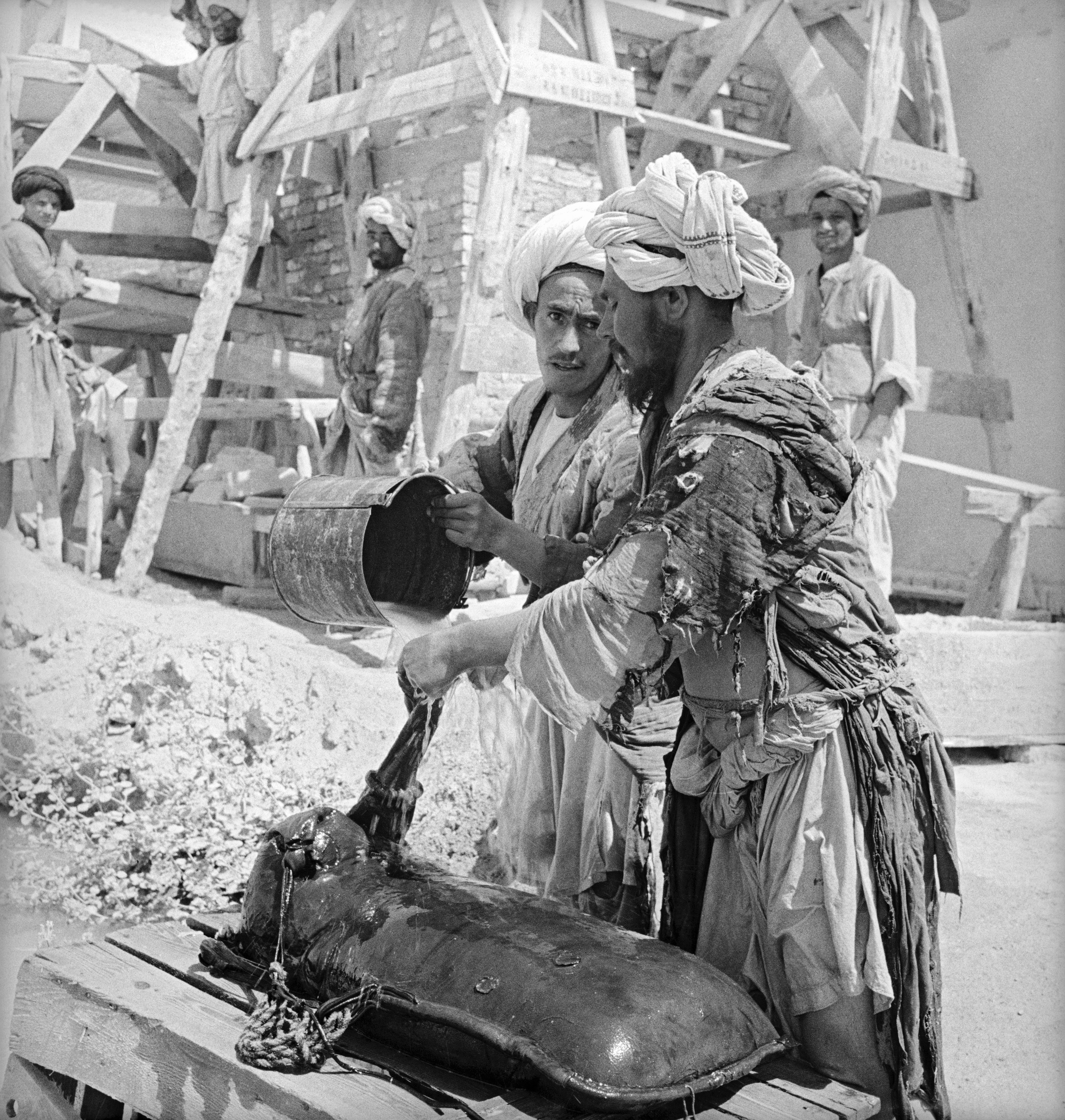
Füllen eines Wasserschlauches auf einer Baustelle in Pol-i-Khomri, Afghanistan (zwischen 1930 und 1940)

Ein dichter Schlauch kann als Leitung zur Förderung fester, flüssiger und gasförmiger Stoffe verwendet werden, als deren Behälter dienen oder durch ein Medium im Innern erwünschte Eigenschaften erhalten. Schon in der Antike wurden Vorräte in flexiblen Behältern aus Leder oder Tierdärmen aufbewahrt, die als Schläuche bezeichnet wurden, wie etwa der Weinschlauch.
Auch als Schutzummantelung, zur Isolation oder zur Wärmedämmung finden Schläuche Anwendung. Ein Schlauch, der etwa zum Kabelschutz dient, muss nicht dicht sein. Auch ein Filterschlauch ist nicht dicht.
Metallschläuche können ebenso wie die ähnlich aufgebauten Leerrohre aus Kunststoff spiralförmig oder parallel gewellt sein, wodurch sich die Knickgefahr verringert und der Querschnitt beim Biegen kaum verformt. Metallschläuche bestehen in der Regel aus Edelstahl und sind chemikalien- und hochtemperaturbeständig.
Zum Transport von Kohlenwasserstoffen, Lösemitteln und Chemikalien die viele Elastomere angreifen würden, werden auch sogenannte Folienwickelschläuche aus Thermoplasten nach DIN EN 13765 verwendet.
Ein Schlauch, der bei der Herstellung auf vorgegebene Maße, Formen und Biegungen vorgeformt wurde und als Bauteil für ein bestimmtes Gerät vorgesehen ist, wird Formschlauch genannt.
Schläuche können mehrere Lumen (Hohlräume) aufweisen, nebeneinander (jeweils 2 für Schweißgase Acetylen und Sauerstoff zum Schweißbrenner oder für Hin- und Rückleitung eines Kühlkreislaufs; 3 für einen aus kleinen Löchern sprühenden Bewässerungsschlauch, der flach liegen soll) oder auch ineinander (verlustarme Warmwasser-Zirkulationsleitungen; Heiz- oder Kühlleitung(en) innerhalb eines Transportschlauchs; Trockenpython eine Schankanlage für Getränke – mehrere Produktschläuche, zwei Schläuche des Kühlkreislaufs und eine CO2-Steuerleitung werden von einem Isolierschlauch umhüllt).

## Eigenschaften
Schläuche sind vielfachen mechanischen und thermischen, oft auch chemischen und elektrischen Beanspruchungen ausgesetzt. In Hydraulikanlagen (wozu die Bremsanlage beim Auto gehört) übertragen sie hohe Drücke, in Feuerwehrsaugschläuchen herrscht starker Unterdruck.
Kühlwasserschläuche werden durch pulsierende Druckschwankungen, Temperaturen über 100 °C und chemische Zusätze belastet. Luftansaugschläuche können bei hohen Strömungsgeschwindigkeiten stark abkühlen. Beim Einsatz in der pneumatischen Förderung sind Schläuche starkem Verschleiß unterworfen.
Bedingt durch die Reibung der Strömung an der Rohrwandung nimmt der Druck bei fließendem Medium mit zunehmender Länge des Schlauches ab.
Dieser Reibungsverlust wird als (dynamischer) Druckverlust bezeichnet. Er ist abhängig vom Fördergut, dem Schlauchdurchmesser, der Fördergeschwindigkeit, der Oberflächenbeschaffenheit der Schlauchwand und der Verlegung. Ein gerade verlegter Schlauch erzeugt einen geringeren Druckverlust als einer, der in vielen Bögen verlegt ist.
Bei einseitig offenen Schläuchen wirkt auf den Schlauch nur der Druckverlust.

### Maße
Wie bei Rohren bezeichnen die Maßangaben von Schläuchen in der Regel den Innendurchmesser. Historisch bedingt sind noch häufig Maße in Zoll anzutreffen. Korrekt ist die Angabe der Nennweite nach EN ISO 6708 durch die Bezeichnung „DN“, gefolgt von einer (ungefähr) dem Innendurchmesser in Millimetern entsprechenden Zahl.
Zusätzlich zum Innendurchmesser kann für jeden Schlauch auch der Außendurchmesser (OD = Outside Diameter), die Wandstärke und die Länge angegeben sein. Die Bezeichnung DN 6-15 kann beispielsweise bedeuten, dass der Schlauch einen Nenndurchmesser (Innendurchmesser) von 6 (etwa 6 mm) und eine Länge von 15 Metern hat.

### Biegeradius
Der mögliche kleinste Biegeradius ist abhängig von Schlauchaufbau und Steifigkeit, die sich aus Art und Stärke von Seele, Einlage und Decke ergeben.
Der Radius wird überwiegend im drucklosen Zustand gemessen. Nur bei sehr dünnwandigen Schläuchen wird der Wert in Abhängigkeit des Innendrucks angegeben.
Bei spirallosen Schläuchen wird in der Regel der Biegeradius angegeben, bei dem eine Abflachung bzw. Querschnittsreduzierung von 10 % auftritt.

## Haltbarkeit und Lagerung
Schläuche sollen auf Dauer flexibel bleiben, sollen sich nicht ausdehnen oder schrumpfen, nicht verspröden oder erweichen und sollten resistent gegen chemische Einflüsse sein.
Gummiprodukte haben eine lange Lebensdauer, wenn sie sachgemäß gelagert werden.
Die DIN 7716:1982 „Erzeugnisse aus Kautschuk und Gummi: Anforderungen an die Lagerung, Reinigung und Wartung“ empfiehlt im Absatz 3 einen kühlen, trockenen, staubarmen und mäßig gelüfteten Lagerraum. Gummi-Erzeugnisse sollten zwischen −10 °C und 15 °C gelagert werden. 25 °C sind noch akzeptabel, darüber hinausgehende Temperaturen nur kurzfristig. Sonnen-, Wärme- und UV-Strahlung sind ebenso zu vermeiden, wie Kondensation.
Die relative Luftfeuchte sollte unter 65 % liegen. Der Lagerraum darf keine Ozon erzeugende Einrichtungen enthalten, wie Elektromotoren oder Geräte, die Funken und elektrische Entladungen erzeugen können.
Im Gegensatz zu Ether-Polyurethanen können Ester-Polyurethane durch Enzyme geschädigt werden, die von Mikroben freigesetzt werden, wenn das Material Kontakt zu Erdreich hat oder von starker Verschmutzung betroffen ist. Vorübergehend können toxische Fungizide diese Entwicklung herauszögern.
Ester-Polyurethane sind ebenfalls von Hydrolyse betroffen, bei der sich die Polyesterketten aufspalten, wenn ein längerer Kontakt zu warmem Wasser oder Sattdampf besteht, wie es unter anderem auch in tropischem Klima der Fall sein kann. Auch aggressive Chemikalien oder aggressive Holzstäube können zur Hydrolyse führen.

## Materialien
Als Werkstoff zur Abdichtung dienen:
- Naturkautschuk (Gummi)
- Synthetische Kautschuke (z. B. EPDM, NBR, SBR)
- Kunststoffe (z. B. PVC, PUR – Polyurethan, PA – Polyamid, PE – Polyethylen, Silikone, Teflon)
- bei Metallschlauch auch nichtrostender Edelstahl

Als verstärkende Einlage dienen Fasern und Gewebe aus
- Glasfasern
- feinem Metalldraht
- Pflanzenfasern
- Kunstfasern

## Herstellung

### Extrusion
Es gibt grundsätzlich verschiedene Methoden, Schläuche zu extrudieren. Meist produziert der Extruder den fertigen Schlauch. Diese Schläuche sind in der Regel innen und außen glatt. Man spricht von Glattschläuchen. Viele dieser Schläuche sind mit einer Gewebeeinlage verstärkt, etwa Pneumatikschläuche. Auch viele Kunststofffolien werden als Blasfolienschläuche hergestellt und dann, der Länge nach aufgeschnitten, zur Folie gefaltet.
Bei einer anderen Technik wird nicht der geschlossene Schlauch extrudiert, sondern ein offenes Endlosprofil, dessen Längsseiten dann geradlinig zusammengeführt oder wendelförmig aufgewickelt und entlang der Kante verschweißt werden. Diese Schläuche sind innen und außen oft mehr oder weniger gewellt, je nach Profilform. Oft werden sie durch Gewebeeinlagen, Draht- oder Kunststoffwendel verstärkt.
Eine weitere Möglichkeit der Schlauchfertigung ist die Extrusion auf einen langen Dorn. Das kann ein flexibler Kunststoffdorn oder ein starrer Metalldorn sein. Bei der Fertigung auf einem Metalldorn ist die Länge des zu fertigenden Schlauches begrenzt, da der Dorn wieder entfernt werden muss. Bei der Herstellung mittels flexibler Dorne sind auch größere Längen möglich. Das Entfernen der Dorne ist dann der letzte Arbeitsschritt in der Herstellung. In manchen Bereichen werden diese Dorne auch erst nach der Extrusion eingeschoben. Der Dorn bestimmt den Innendurchmesser des Schlauches.

### Verschweißen
Wickelschläuche werden an den Stoßkanten meist verschweißt. Bei Folienschläuchen werden vorgefertigte Kunststofffolien (Breite im Zentimeterbereich) oder Textilbahnen wendelförmig aufgewickelt und überlappend verschweißt. Meist werden diese Schläuche mit einer Stahl- oder Kunststoffwendel verstärkt.

### Vulkanisieren
Eine oder mehrere Lagen Kunststoff (Gummi) werden zu einem Schlauch vulkanisiert. Die Schläuche bestehen aus einer dichten Innenlage (Seele), einem Trägermaterial darüber und einer weiteren Schicht zum mechanischen (und chemischen) Schutz auf der Außenseite. Je nach Anforderung können Aufbau und Zusammensetzung stark variieren. Durch geeignete Materialien können so Schläuche für fast alle Anforderungen produziert werden. Die Schläuche werden meist erst auf einem Dorn gewickelt und dann vulkanisiert. Anschließend wird der Dorn wieder entfernt. Das Vulkanisieren kann auch bei einlagigen Produkten erforderlich sein, wenn der ausgewählte Werkstoff vernetzt werden muss, um definierte Eigenschaften oder Beständigkeiten zu erhalten.

### Vernähen
Die Materialien werden wendelförmig oder der Länge nach zu einem Schlauch vernäht.

### Verklemmen
Meist werden dünne endlose Gewebestreifen in einem U-Profil aus Metall wendelförmig zu einem Schlauch verklemmt. Das U-Profil wird auch als Klemmprofil bezeichnet. Daher der Begriff Klemmprofilschlauch oder CP-Schlauch (Clamp Profile).

### Wickeln und Flechten
Es werden mehrere Lagen Material auf einem Dorn aufgewickelt. Durch Überlappung und Kombination der Materiallagen, etwa Flechten von Textilmaterial, und Verklemmen an den Enden erhält man nach Entfernung des Dorns einen Schlauch.

## Anwendungsbeispiele

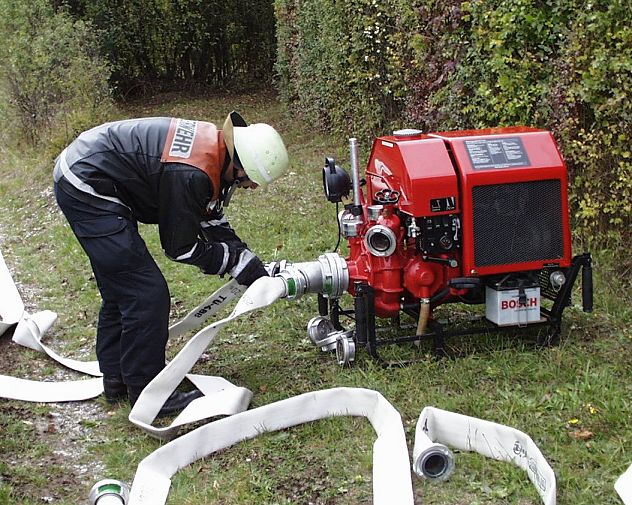
Feuerwehrschlauch

Einige allgemeine moderne Anwendungen:
| Anwendung                                       | Materialien                                              |
| Gartenschlauch                                  | Kunststoff, Gummi, Kunstfasern                           |
| Perl- oder Schwitzschlauch (Tropfenbewässerung) | Recyclingprodukt aus Altreifen                           |
| Isolierung für elektrische Leitungen            | Kunststoff, Gummi                                        |
| Sanitärarmaturen                                | Metall, Gummi, Kunststoff                                |
| Wärmedämmung für Heizungsrohre                  | Kunststoff                                               |
| Hydraulikanlagen                                | Metallgeflechte, Garngeflechte bei Dehnschläuchen, Gummi |
| Betonpumpen                                     | Metall, Gummi, Kunststoff                                |
| Gasanlagen                                      | Gummi, Naturfasern, Kunststoff                           |
| Gasabsaugung                                    | Naturfasern, Kunststoff, Gewebe                          |
| Schüttguttransport                              | Gummi, Kunststoff, Metall                                |
| Feuerwehr                                       | Gummi, Kunstfasern, Naturfasern, Metall (Saugschlauch)   |

### Fahrzeugschläuche
Auch beim Auto und weiteren Fahrzeugen sind Schläuche an vielen Stellen unverzichtbar:
- Schlauchreifen, siehe auch: Fahrradschlauch
- Scheibenwaschanlage
- Luftansaugschlauch
- Kühlwasserschlauch
- Kraftstoffschlauch
- Servolenkung
- Bremsschlauch, siehe auch: Stahlflexleitung
- Kabelbaum
- Luftvorwärmung
- Heizung
- Motorsteuerung (Unter- und Überdruckschläuche)

## Schlauchverbindungen
Zur Verbindung von Schläuchen untereinander oder von einem Schlauch zu weiteren Anschlüssen werden verwendet:
- Schlauchverbinder, kurzes Rohrstück zur Verbindung von Schläuchen
- Klauenkupplung (Schlauchverbindung) – etwa GEKA – durchwegs 2 Klauen je Kupplungshälfte (insgesamt 4 ergibt somit eine knicksteife Verbindung) und Rechtsdrehung schließend, etwa 90…120° Schließwinkel durch Nocken einrastend, von Hand jedoch nur drucklos zu schließen
- Feuerwehrkupplung – Storz-Kupplung
- GARDENA System – Wasserschlauch-Stecksystem
- Schlauchschraubverbindung – Wasserhahn Anschluss Gartenschlauch oder Waschmaschine 3/4 Zoll, Gärtnerei 1", Brauseschlauch oder Drucklosspeicher 1/2", Eckventil zu Waschtischarmatur 3/8"
- Luer-System (Luer-Slip und Luer-Lock) – Steckkegel, insbesondere in der Medizin
- Druckluftschnellverschlusskupplung – NW 7,2, 5 oder 2,7 mm, jeweils 0…35 bar[5]
- Sicherheitskupplung (Entlüftungskupplung)[6]
- Schlauchschnellverschraubung[7]
- Schnellsteckverbinder – für harte 4, (5), 6, 8, 10, 14 mm Außendurchmesser PU-Schläuche, 0…15 bar Druckluftzubehör
- Schneidringverschraubung – (für Rohr) mit Einsteckhülse auch für Schlauch[8] 4…18 (42) mm Außendurchmesser, 180…50 bar
- Hydraulikschlauch – Verpressung mit Fitting, dichtende Steckverbindung, eventuell mit Schraubarretierung
- Ventilanschlussgewinde an Druckgasflaschen, gasspezifisch, europaweit (großteils) vereinheitlicht
- Dunlop-Ventil mit Ventilschläucherl; Fahrradventiladapter, Ventilanschlusskopf (für Dunlop/Fahrrad, Sclaverand+Presta/Rennrad, Schrader/Auto)
- Schlauchsteckverbindung
  - NBR-Gummischlauchstück elastisch, in das ein 5 mm PE-Schlauch eingesteckt wird (Volkswagen Zentralsperr-Pneumatik um 1980)
  - Muffe mit Dichtring und mit Haltekanten, die ein Herausziehen des Schlauchs nur nach Drücken einer ringförmigen Taste (Lösering) erlauben, typisch für steifen PU-Schlauch mit OD = 4, 6 oder 8 mm[9]
- Steckmuffen für Flexschlauch (Rillenschlauch, Panzerschlauch für Elektroinstallation)
- Schraubmuffen für helikalen Rillenschlauch, etwa mit Drahtversteifung plus Schlauchbinder mit Buckelbrücke (für Staubsauger, Absaugung)
- Schnellverschlusskupplungen – Serie CPC, auch tropffrei, mit Entriegelungstaste, Klick, koaxial zweifach, kodiert bis 6- oder 10-fach
- Schlauchkupplung
- Intelligente Schlauchkupplung